# دیوید نیوسام
دیوید نیوسام (به انگلیسی: David Newsom)، (زادهٔ ۱۰ مارس ۱۹۶۲) یک هنرپیشه، تهیه‌کننده و عکاس هنری آمریکایی است. او بیشتر به خاطر حضورهای تحسین‌شده‌اش در تلویزیون آمریکا و کارش در سال‌های ۲۰۰۵ و ۲۰۰۶ با ویگو مورتنسن برای پرسیوال پرس شناخته می‌شود.

## زندگی شخصی
نیوسام در نورث کالدول، نیوجرسی از مادری که اداره یک آژانس کاریابی و پدری سرمایه‌گذار بود، به دنیا آمد. او با همسرش، نویسنده/کارگردان سیان هدر، که دو فرزند دارد، در لس آنجلس زندگی می‌کند. نیوسام دارای مدرک تولید فیلم از کالج ایتاکا است. او در گذشته به‌عنوان خواننده گروه، سردبیر روزنامه جایگزین، نویسنده، پیشخدمت، کارگر بطری‌سازی آبجو، نصب حصار، ظرف‌شویی، و در تولید فیلم و همچنین ساخت دکور کار کرده‌است.